# Aleksandr Griboiédov
Aleksandr Griboiédov   (Moscou, 4 de gener de 1795 (Julià) - Teheran, 30 de gener de 1829 (Julià)), nom complet amb patronímic Aleksandr Serguéievitx Griboiédov, rus: Александр Сергеевич Грибоедов, fou un dramaturg, músic, diplomàtic i poeta rus.

## Biografia
Va néixer en una família de l'antiga noblesa, fou un dels homes més cultes de l'època: va fer estudis a les facultats de lletres, dret i matemàtiques, i podia parlar francès, alemany, italià, persa, àrab, turc, llatí i grec, a més de ser un excel·lent pianista i compondre diverses peces musicals. Va seguir la carrera militar, però va abandonar-la per la diplomàtica, guiat pel seu caràcter impulsiu. Quan era jove va dur una vida social molt moguda i no sempre sensata: va afiliar-se a una lògia maçònica, va participar en festes i bacanals i va batre's en diversos duels, en un dels quals, contra Iakubóvitx, va quedar ferit en una mà, que li va quedar desfigurada per sempre. Del 1818 al 1829 va estar destinat a l'ambaixada russa a Teheran, i fins i tot va ocupar el càrrec de ministre plenipotenciari. En un d'aquells intervals on no estava destinat a l'ambaixada, el 1825 a Geòrgia, fou detingut com a sospitós de participar en el complot dels desembristes. Després de dos mesos d'arrest fou declarat innocent, restituït i ascendint en el seu càrrec diplomàtic. En els seus freqüents viatges de Moscou a Teheran solia parar-se a Tiflis, on va establir estrets contactes amb els poetes i intel·lectuals de Geòrgia com Vajtang Orbeliani, Nikoloz Barataixvili i Aleksandr Txavtxavadze, amb la filla del qual, Nina, va casar-se. Aleshores la conclusió del Tractat de Turkmantxai que reafirmava el poder rus a Orient fou motiu de malestar popular i unes imprudents paraules del vehement Griboiédov causaren la ira del clergat musulmà, que va fer aixecar la població contra l'ambaixador rus. El 30 de gener de 1829 l'ambaixada russa a Teheran fou atacada i saquejada per les turbes enfurismades i tots els membres de la missió diplomàtica russa foren apallissats, amb l'única excepció del secretari Maltsov, que va aconseguir fugir-ne. El cos sense vida de Griboiédov fou arrossegat per la turba durant tres dies pels carrers de Teheran i només va poder identificar-se per la mà desfigurada. Només tenia 34 anys i amb prou feines feia mesos que estava casat. Per conciliar el tsar, el xa de Pèrsia va enviar-li en senyal de pau un fabulós diamant de 88,70 quilats, anomenat El Xa, que es guarda al Fons de Diamants del Kremlin de Moscou.